# Üsküdar
Üsküdar este un municipiu și district al Provinciei Istanbul, Regiunea Marmara, Republica Turcia. Ocupă o arie de 35 km2, având o populație de 524.452 de locuitori în 2022. Este un district mare, dens populat, aflat pe malul Mării Marmara, având acces la Bosfor. Este mărginit la nord de districtul Beykoz iar la est de Ümraniye, iar pe partea opusă a strâmtorii cu districtul Beșiktaș și cu cartierele Karaköy și Fatih ale Istanbulului.
Toponimul istoric pentru actualul cartier Üsküdar din Istanbul este Scutari. În perioada bizantină, zona era cunoscută sub numele de Skoutarion (de la Palatul Skoutarion, aflat în apropiere). În 1338, sultanul Orhan Gazi a cucerit Skoutarion, oferind astfel otomanilor o bază de atac în raza vizuală a Constantinopolului.